# Rio Paraná da Viúva
Le rio Paraná da Viúva (ou rio Moura) est un cours d'eau brésilien qui baigne le Nord de l'État d'Acre. C'est un affluent de la rive gauche du rio Juruá, donc un sous-affluent de l'Amazone.

## Géographie
Il prend sa source dans la Serra do Divisor (ou de Contamana), près de la frontière avec le Pérou. Il arrose la municipalité de Rodrigues Alves. 